# Bún
Bún (románul Boiu, németül Freudendorf) falu Romániában Maros megyében. Alsó- [vagy Kisbún] és Felsőbún [vagy Nagybún] egyesítése. Közigazgatásilag Fehéregyházához tartozik.

## Fekvése
Segesvártól 8 km-re északkeletre a Nagy-Küküllő jobb partján fekszik.

## Története
1301-ben Bwn alakban említik először. Reneszánsz kastélyát a 17. század elején Bethlen Farkas építtette, 1640–41-ben fia Bethlen János újjáépíttette, bővítette és magas várfallal, bástyákkal vetette körül. Itt írta gr. Bethlen János Rerum Transilvanica című történeti művét. A trianoni békeszerződésig Nagy-Küküllő vármegye Segesvári járásához tartozott.
1992-ben 383 lakosából 317 román, 50 magyar, 15 cigány, 1 német volt.

## Híres emberek
- Itt született 1642. szeptember 1-jén gr. Bethlen Miklós erdélyi kancellár a magyar függetlenségi mozgalom egyik vezetője.